# El Chorro (Uruguai)
El Chorro és un balneari del sud-est de l'Uruguai, ubicat al departament de Maldonado. Es troba sobre la costa de l'oceà Atlàntic, sobre la ruta 10, a l'est del seu encreuament amb la ruta 104. Limita amb el balneari de Manantiales a l'oest i amb Balneario Buenos Aires a l'est.

## Població
Segons les dades del cens de 2004, El Chorro tenia una població aproximada de 254 habitants i un total de 355 habitatges.
| Any  | Població |
| ---- | -------- |
| 1963 | 25       |
| 1975 | 49       |
| 1985 | 93       |
| 1996 | 147      |
| 2004 | 254      |
| 2011 | 392      |